# (372578) Хромов
(372578) Хромов (лат. Khromov) — типичный астероид главного пояса, открыт 24 октября 2009 года российским астрономом-любителем Тимуром Крячко на станции Зеленчукская и 5 марта 2015 года назван в честь советского и российского астронома Гавриила Хромова.

## Обнаружение и именование
(372578) Хромов
Открыт 24 октября 2009 года на станции Зеленчукская Т. В. Крячко.
Гавриил Сергеевич Хромов (1937—2014) — российский астроном и организатор науки. С 1970 по 1991 год был вице-президентом Всесоюзного астрономо-геодезического общества СССР, а с 1991 по 2014 год — президентом Межрегиональной астрономо-геодезической ассоциации.
Оригинальный текст (англ.)372578 Khromov
Discovered 2009 Oct. 24 by T. V. Kryachko at Zelenchukskaya Stn.
Gavriil Sergeevich Khromov (1937—2014) was a Russian astronomer and organizer of science. From 1970 to 1991 he was Vice President of the All-Union Astronomical-Geodetic Society of the USSR, while from 1991 to 2014 he was President of the Interregional Astronomical-Geodetic Association.
Источники: MPC batch dated 2015-03-05; M.P.C. 93068.

## Орбита

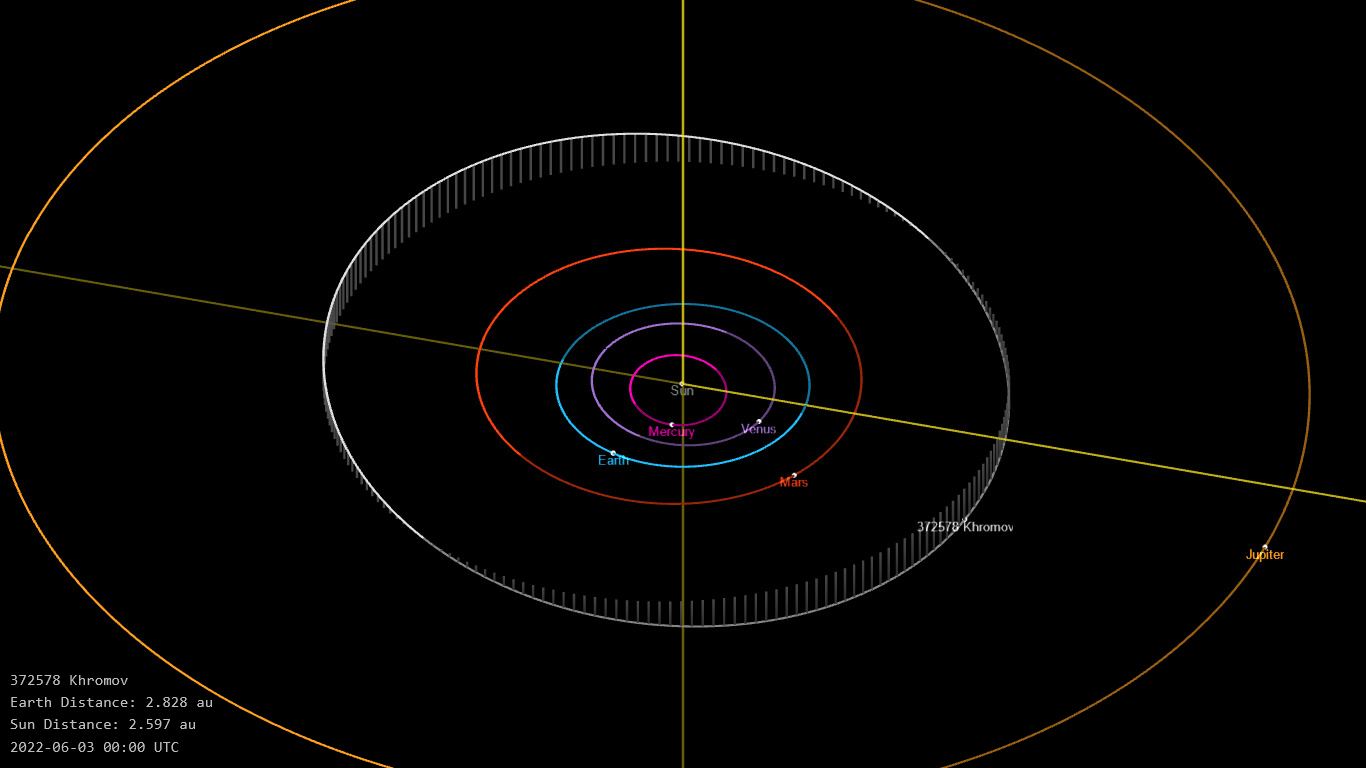
Орбита астероида Хромов и его положение в Солнечной системе

## Физические характеристики
Диаметр астероида оценивается равным 2,9 км.